# 胡利奥·罗萨莱斯
胡利奥·罗萨莱斯·伊·拉斯（英語：Julio Rosales y Ras，1906年9月18日—1983年6月2日），红衣主教，是菲律宾天主教主教团主席、天主教宿务总教区大主教。